# ارتشاح خلوي
ارتشاح خلوي أو تسلل خلوي (بالإنجليزية: Cellular infiltration)‏ هي حالة تتميز بطفرة في الخلايا حيث تهجر الخلايا من مصادرها الأصلية، أو الامتداد المباشر للخلايا نتيجة للنمو غير العادي والتكاثر، مما يؤدي إلى بؤر واضحة إلى حد ما، أو تراكمات غير منتظمة، أو خلايا فردية موزعة بشكل منتشر في النسيج الضام وفوارق مختلفة في الأجهزة والأنسجة ؛ تستخدم خاصة مع الإشارة إلى هذه التغييرات المرتبطة بالالتهابات وأنواع معينة من الأورام الخبيثة، حيث تخزن كثير من الفضلات والمواد الأخرى في داخل الخلايا، أو حولها. 